# Zygmunt Zenderowski
Zygmunt Zenderowski (ur. 8 września 1921 w Starej Hucie, zm. 29 stycznia 2004) – polski inżynier górnik, poseł na Sejm PRL VI kadencji.

## Życiorys
W trakcie okupacji niemieckiej zatrudniony był w sosnowieckiej Odlewni Staliwa, a następnie był elektromonterem w przedsiębiorstwie elektroinstalacyjnym. W 1945 przystąpił do Związku Walki Młodych, gdzie był przewodniczącym Zarządu Miejskiego w Sosnowcu oraz Zarządu Powiatowego w Będzinie, a także wiceprzewodniczącym Zarządu Wojewódzkiego w Katowicach. Potem pracował w Hucie im. Feliksa Dzierżyńskiego w Dąbrowie Górniczej, a od stycznia 1948 w Kopalni „Sosnowiec”, gdzie doszedł do stanowiska głównego inżyniera energo-mechanicznego. Został absolwentem zaocznych studiów w Akademii Górniczo-Hutniczej w Krakowie, zdobywając w 1951 dyplom górnika elektryka, a w 1968 magistra inżyniera górnika. W latach 60. zasiadał w egzekutywie komitetu zakładowego Polskiej Zjednoczonej Partii Robotniczej, w którym pełnił także funkcję sekretarza ds. propagandy. W 1965 zasiadł w prezydium Miejskiej Rady Narodowej w Sosnowcu. W 1972 uzyskał mandat posła na Sejm PRL w okręgu Sosnowiec. Zasiadał w Komisji Górnictwa, Energetyki i Chemii oraz w Komisji Nauki i Postępu Technicznego.
Pochowany na cmentarzu Parafii Katedralnej Wniebowzięcia NMP w Sosnowcu.

## Odznaczenia
- Krzyż Kawalerski Orderu Odrodzenia Polski
- Złoty Krzyż Zasługi
- Srebrny Krzyż Zasługi (1946)[2]